# Kościół św. Jakuba Większego Apostoła w Obrze
Kościół świętego Jakuba Większego Apostoła w Obrze – rzymskokatolicki kościół parafialny należący do parafii pod tym samym wezwaniem (dekanat wolsztyński archidiecezji poznańskiej).

## Charakterystyka
Świątynia jest częścią dawnego opactwa Cystersów. Obecny kościół został zbudowany w latach 1722-57, jego projekt został opracowany przez Jana Catenazziego. W 1836 roku świątynia klasztorna stała się kościołem parafialnym. Od 1926 roku kościół należy do oblatów.
Budowla reprezentuje styl późnobarokowy, jest jednonawowa, z nieco węższym prezbiterium. W jej fasadzie są umieszczone dwie niskie wieże. Wnętrze nakryte jest sklepieniami żaglastymi, ozdobia je polichromia wykonana w latach 1753-54 przez Stanisława Brzozowskiego. Rokokowe i wczesnoklasycystyczne wyposażenie wnętrza świątyni powstało w 2 połowie XVIII wieku. W górnym polu centralnym rokokowego ołtarza głównego z 1755 roku znajduje się obraz Wniebowzięcie Najświętszej Maryi Panny, którego autorem jest Szymon Czechowicz. 
W centralnym miejscu ołtarza umieszczono obraz Matki Bożej Pocieszenia, pochodzący z początków XVII wieku. Na obrazie widzimy Maryję trzymającą Jezusa, który w swej prawej dłoni trzyma szczygła – symbol umiłowania stworzenia. W 1993 roku wpisano Obrę na listę niekoronowanych maryjnych sanktuariów w Archidiecezji Poznańskiej.
Przed fasadą kościoła znajduje się barokowa figura św. Jana Nepomucena wykonana w 1749 roku.